# 銅版印刷
銅版印刷株式会社（どうばんいんさつ）は、東京都中央区にある印刷会社である。主に凹版印刷、銅版印刷（エングレービング)、浮出印刷（バーコ印刷）を加工する会社である。
銅版印刷は、彫刻技術と熟練した経験が必要とされ、彫刻士のことをマイスターと呼ぶ。
美術大学、新聞、雑誌、出版社、各メディアなどから取材を受け、グラフィックデザイナー向けの講演なども行っている。

## 用途
公文書の一部、機密文書の一部、各種ステーショナリー、グリーティングカードなど。

## 概要
銅版印刷（エングレービング）や浮出印刷（バーコ印刷）といった印字部分が浮き上がる特殊加工をしている。